# Jeanne Mas

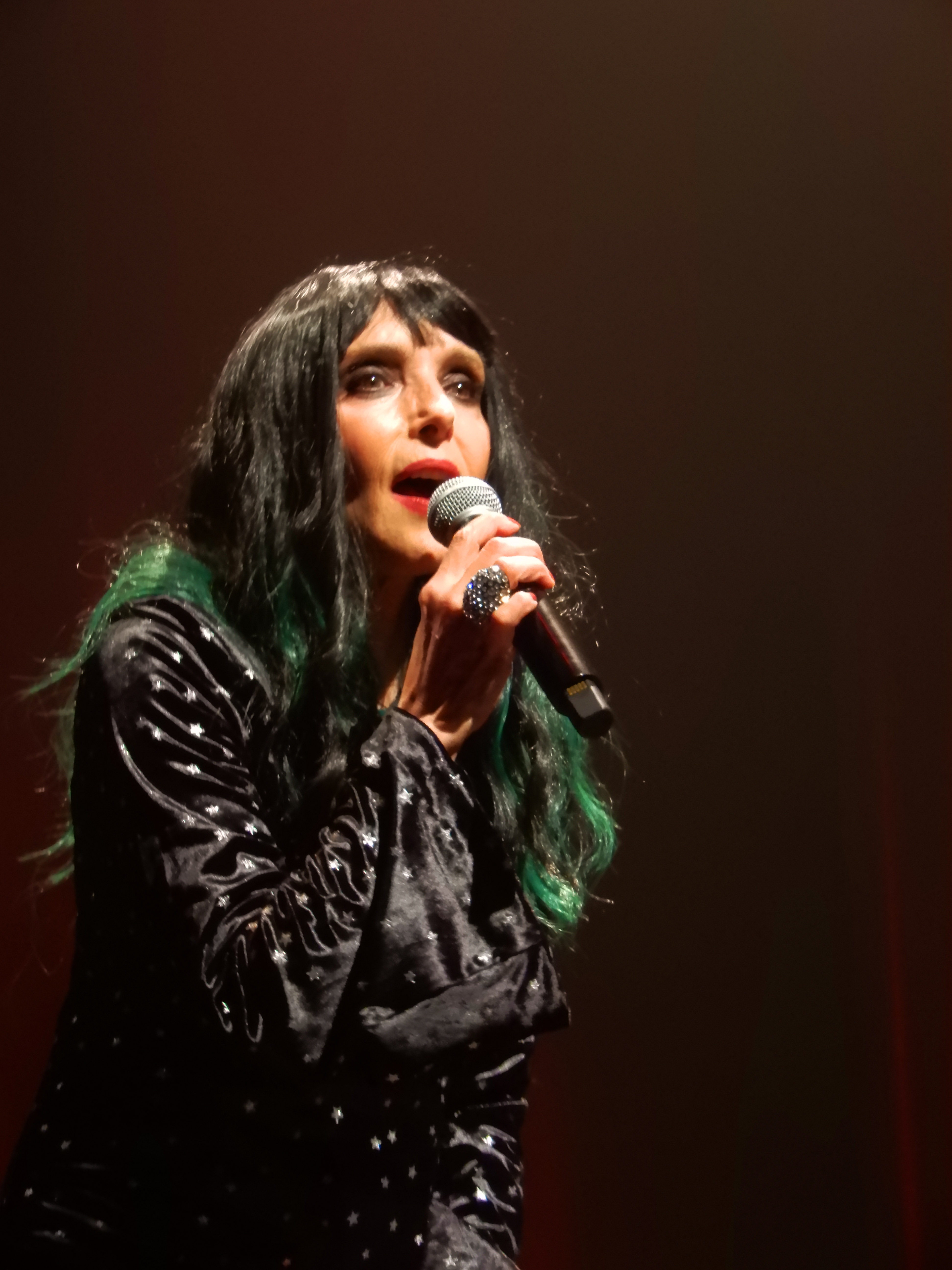
Jeanne Mas (2022)

Jeanne Marie Mas (* 28. Februar 1958 in Alicante, Spanien) ist eine französische Popsängerin.

## Werdegang
Mas wurde in Frankreich eingebürgert und absolvierte die Universität Paris-Nanterre.

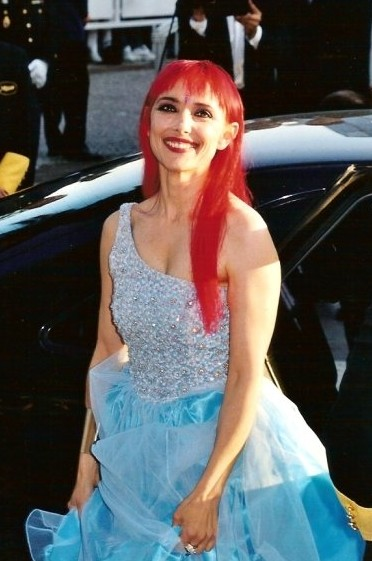
Jeanne Mas (2001)

Mas landete 1984 mit Toute première fois ihren ersten und größten Erfolg. Weitere erfolgreiche Singles sind En rouge et noir und Johnny Johnny, die beide die Spitze der französischen Charts erklimmen konnten.
2010 gab sie im Télé Star bekannt, dass sie in diesem Jahr ihre Abschiedstournee abhalten würde.

## Diskografie

### Studioalben
| Jahr | Titel                  | Höchstplatzierung, Gesamtwochen, AuszeichnungChartplatzierungen (Jahr, Titel, Platzierungen, Wochen, Auszeichnungen, Anmerkungen) | Höchstplatzierung, Gesamtwochen, AuszeichnungChartplatzierungen (Jahr, Titel, Platzierungen, Wochen, Auszeichnungen, Anmerkungen) | Höchstplatzierung, Gesamtwochen, AuszeichnungChartplatzierungen (Jahr, Titel, Platzierungen, Wochen, Auszeichnungen, Anmerkungen) | Anmerkungen      |
| Jahr | Titel                  | FR | BEW | CH | Anmerkungen      |
| ---- | ---------------------- | --- | --- | --- | ---------------- |
| 1989 | Les crises de l’âme    | FR— PlatinFR | — | CH21 (4 Wo.)CH |                  |
| 2003 | Les amants de Castille | FR90 (2 Wo.)FR | — | — |                  |
| 2006 | The Missing Flowers    | FR164 (1 Wo.)FR | — | — | feat. DJ Esteban |
| 2008 | Be West                | FR156 (1 Wo.)FR | — | — |                  |
| 2019 | Goodbye, je reviendrai | FR136 (1 Wo.)FR | BEW101 (1 Wo.)BEW | — |                  |
| 2020 | Love                   | FR150 (1 Wo.)FR | — | — |                  |
| 2023 | Phosphore #2           | FR182 (1 Wo.)FR | — | — |                  |

grau schraffiert: keine Chartdaten aus diesem Jahr verfügbar
Weitere Studioalben
- 1985: Jeanne Mas (1er album)
- 1986: Femmes d’aujourd’hui (CH: Platin+Gold; FR: ×3Dreifachplatin )
- 1987: Jeanne Mas en concert (FR: Gold)
- 1990: L’art des femmes
- 1992: Au nom des rois
- 1996: Jeanne Mas et les égoïstes
- 2000: Désir d’insolence
- 2001: Je vous aime ainsi
- 2009: The Missing Flowers Reloaded
- 2011: Bleu Citron
- 2012: Made in France
- 2014: H2-EAU

### Kompilationen
| Jahr | Titel                                | Höchstplatzierung, Gesamtwochen, AuszeichnungChartplatzierungen (Jahr, Titel, Platzierungen, Wochen, Auszeichnungen, Anmerkungen) | Höchstplatzierung, Gesamtwochen, AuszeichnungChartplatzierungen (Jahr, Titel, Platzierungen, Wochen, Auszeichnungen, Anmerkungen) | Höchstplatzierung, Gesamtwochen, AuszeichnungChartplatzierungen (Jahr, Titel, Platzierungen, Wochen, Auszeichnungen, Anmerkungen) | Anmerkungen |
| Jahr | Titel                                | FR | BEW | CH | Anmerkungen |
| ---- | ------------------------------------ | --- | --- | --- | ----------- |
| 1996 | Les plus grands succès de Jeanne Mas | — | BEW20 (6 Wo.)BEW | — |             |
| 2019 | Réminiscences – Best of 3CD          | FR130 (2 Wo.)FR | BEW132 (1 Wo.)BEW | — |             |

Weitere Kompilationen
- 1991: Depuis la toute première fois (FR: Gold)
- 2000: L’essentiel
- 2001: J’M – Le meilleur de Jeanne Mas
- 2004: Best of

### Singles
| Jahr | Titel Album                           | Höchstplatzierung, Gesamtwochen, AuszeichnungChartsChartplatzierungen (Jahr, Titel, Album, Platzierungen, Wochen, Auszeichnungen, Anmerkungen) | Anmerkungen |
| Jahr | Titel Album                           | FR | Anmerkungen |
| ---- | ------------------------------------- | --- | ----------- |
| 1984 | Toute première fois Jeanne Mas        | FR8 Gold · (10 Wo.)FR |             |
| 1985 | Johnny, Johnny Jeanne Mas             | FR1 Gold · (23 Wo.)FR |             |
| 1985 | Cœur en stéréo Jeanne Mas             | FR24 (16 Wo.)FR |             |
| 1986 | En rouge et noir Femmes d’aujourd’hui | FR1 Gold · (23 Wo.)FR |             |
| 1986 | L’enfant Femmes d’aujourd’hui         | FR3 (21 Wo.)FR |             |
| 1987 | Sauvez-moi Femmes d’aujourd’hui       | FR3 (18 Wo.)FR |             |
| 1987 | La bête libre (Live) –                | FR13 (13 Wo.)FR |             |
| 1989 | Y’a des bons … Les crises de l’âme    | FR13 (12 Wo.)FR |             |
| 2004 | Toute première fois (FDP Remix) –     | FR96 (1 Wo.)FR |             |

Weitere Singles
- 1978: On the Moon
- 1989: J’accuse
- 1989: Carolyne
- 1990: Bébé rock
- 1990: Shakespeare
- 1991: Angela (l’art des femmes)
- 1992: Au nom des rois
- 1992: Dors bien Margot
- 1993: Aime moi
- 1994: C’est pas normal
- 1996: Côté H côté clean
- 1997: Anna
- 2000: Désir d’insolence
- 2001: Je vous aime ainsi
- 2003: Chimène
- 2003: Poussière de Castille
- 2006: Mas alli, mas alla
- 2006: Un air d’Argentine
- 2008: Be West
- 2011: Les dimanches

## Bibliografie
- Ma vie est une pomme. Michel Lafon, Neuilly-sur-Seine 2016, ISBN 978-2749928586.
- Rue des Songes. AMESTAD, 2018, ISBN 978-1980206293.